# ワールド・エアウェイズ30H便大破事故
ワールドエアウェイズ30H便大破事故（ワールドエアウェイズ30Hびんたいはじこ）とは、1982年1月23日19時36分（東部標準時、EST）頃、アメリカ合衆国マサチューセッツ州のボストンのローガン国際空港で発生した着陸失敗（オーバーラン）事故である。

## 概要

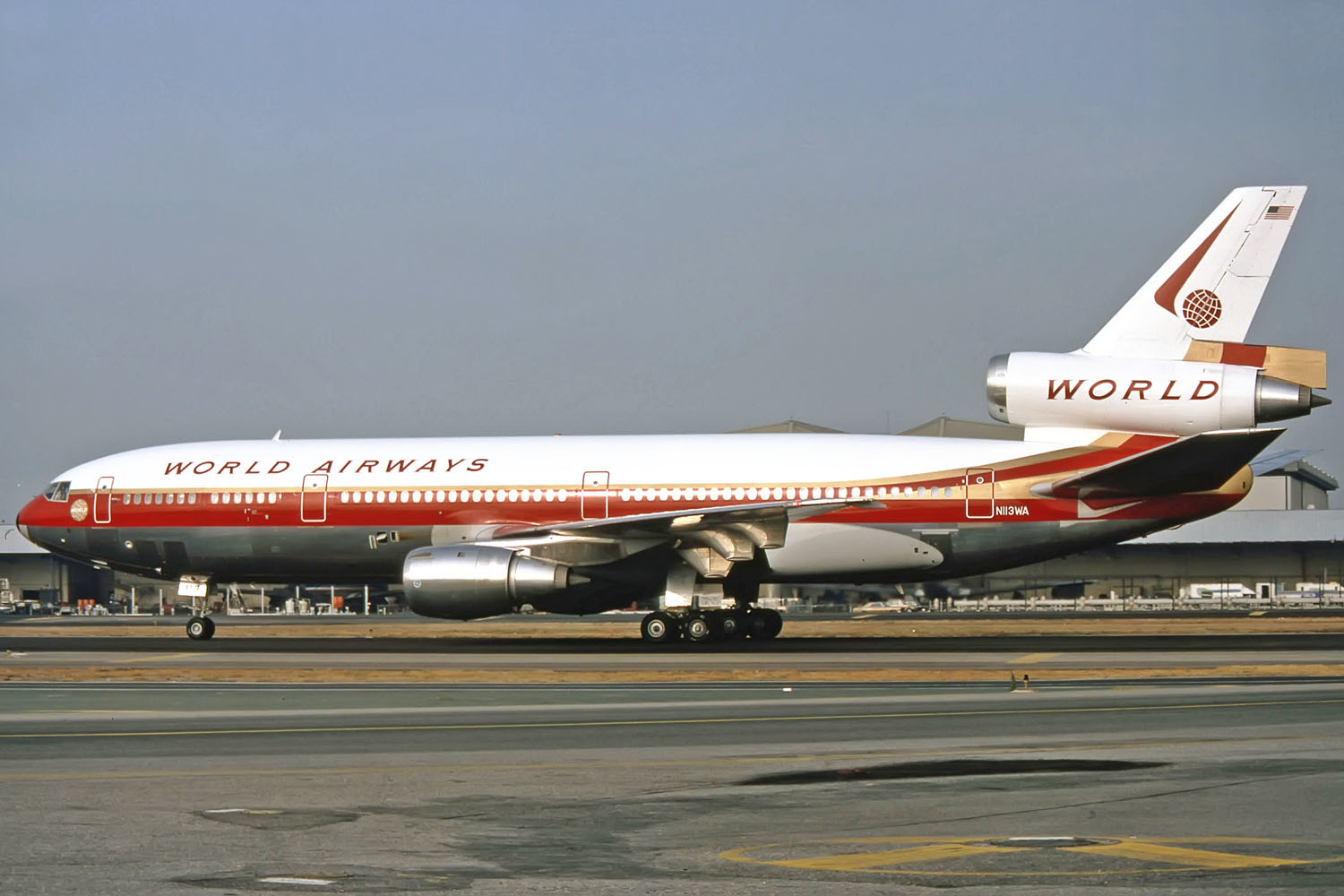
1980年9月に撮影された事故機

当該30H便（マクドネル・ダグラス DC-10-30CF、機体記号: N113WA）は、カリフォルニア州オークランド空港を出発し、途中ニュージャージー州のニューアーク・リバティー国際空港を経由して、ボストン・ローガン国際空港を最終目的地とする定期旅客便だった。非精密進入方式によるアプローチののち、ボストン国際空港の15R滑走路のディスプレイスト・スレッシュホールドの奥側およそ2,800フィート（滑走路の残り9,191フィート）地点に接地したが滑走路内では停止できずそのまま直進し、滑走路端の進入灯への衝突を避けるために転舵したがスリップした状態で護岸築堤を乗り越えてボストン湾の浅瀬部に突っ込んだ。衝撃で機首と胴体は分離した。乗員乗客212名中、胴体分離の割れ目部分の座席にいた乗客2名が機外に放出され行方不明となり後日死亡推定とされた。他の乗客については怪我はあったものの脱出した。
表面に氷の張った圧雪状態の滑走路、飛行場管理者の除雪努力不足、管制官が路面状況を当該機によく伝えていなかったこと、および着陸に際して速度制御に問題のある自動スロットル装置を使用したことで接地点が奥へ伸びてしまった結果をもたらした機長の判断などが複合して起こった。

## 原因

### 第1回目事故調査報告書
NTSB（国家運輸安全委員会）により事故調査が行われ、事故と同じ年の12月には報告書が公表された。この報告書では；
- 事故当時の滑走路面は圧雪状態であり、このことにより停止制動距離が著しく長いものとなった。
- 連邦航空局 (FAA) 規則にも、この種の特殊な路面状態での着陸時滑走制動距離の増加に関する情報が乏しく、したがって着陸に必要な最低滑走路長の変更（増加）といった措置はなされなかった。そもそも路面状況を客観的に測定・評価する方法自体がこの当時は確立されていなかった。
- ボストン国際空港は除氷雪作業に関してもっと努力を払うべきだった。
- 管制官はパイロットに対して路面状況を詳しく通知する必要があったが、それを怠った。
- パイロットは、着陸に際して（アプローチからフレア、接地に至るまで）自動スロットルシステムを使うなど（このために滑走路接地点がかなり奥に伸びた）、特殊状態での着陸に関して払わねばならない注意が疎かだったにせよ、もともと滑走路がこのような状態にあることを知らなかった。

などと指摘し、主たる原因はボストン国際空港のマネージメントおよび管制官の怠慢であるとした。

### 再検討請願
上記1982年報告書の内容に関して、下記の4点を指摘した上で、ボストン国際空港の管理会社がNTSBの規定に則り再検討実施の請願を行い、これが受理されて再検討が行われた。
- ワールドエアウェイズ社のパイロットトレーニングが不適切で、操縦者の技量もお粗末だった。また、自動スロットル装置のメンテナンスも不適切だったことがこの事故の主な要因である。
- 機長はFAAにより認証された着陸手順を正しく実施していない。
- したがって、そもそもの原因は滑走路面の状態ではなく、パイロットエラーではないか。
- 当該機の接地地点は1982年（第1回目）報告書にあるディスプレイスド・スレッシュホールドの奥側2,500フィートではなく3,600フィートではないか。

### 第2回目報告書
この再検討の結果、請願時の指摘内容が部分的に認められ、第1回目報告書は1985年7月に改定され、パイロットの責任の比重がやや重いものとなった；
- 接地点はディスプレイスド・スレッシュホールドの奥側2,800フィートだった。
- 自動スロットル装置を使用した状態で着陸（アプローチからフレア、接地まで）を行ったが、この自動スロットル装置には不具合があり、設定した規定速度をおよそ10ノット超過していた。このため滑走路端における高度は正常だったにもかかわらず接地点が奥へ延びてしまった。そして、パイロットは自動スロットル装置が不調であることを、直前の寄港地であるニューアーク空港へのアプローチ時に気付いていた。
- ワールドエアウェイズの内規では、このような天候および滑走路状況下では着陸時の速度を下げるためにフラップ角は50度とすることが推奨されていたが、当該機長は33度で着陸を行った。ただしこのこと自体は、「50度」はあくまで推奨であり、最終判断は操縦士によるものであるとして過失とは認定されなかった。
- 接地後速やかにスラストリバーサ出力を最大にすべきところを、当該機 DFDR の記録では接地後の機首振れといった制動開始を遅らせる特段の要因がないのに、およそ14ないし17秒後になってようやく最大出力となっていた。また、操縦席ペダルによるブレーキ操作も、ブレーキ圧が最大となったのは主脚接地後19秒経過してからだった。当該機着陸の7分前に同滑走路に着陸成功した同型 (DC-10) 機の記録では、それぞれ9秒（スラストリバーサ）、4ないし5秒（ブレーキ）だった。事故機では、漫然と通常のドライ路面でのそれと同じ制動操作を行っていたと考えられる。

仮に規定通りの対気速度でディスプレイスド・スレッシュホールドの奥2,500フィートに接地し、直前に着陸したNW42便と同等の制動操作を行っていたなら、事故機も滑走路端の直前で停止できていたであろうと結論付けている。